# Курода Кьоко
Курода Кьоко (яп. 黒田 今日子; нар. 8 травня 1969) — японська футболістка. Вона грала за збірну Японії.

## Клубна кар'єра
Виступала в «Пліма Хам Куноїті».

## Виступи за збірну
Дебютувала у збірній Японії 12 січня 1989 року в поєдинку проти Фінляндії. У складі японської збірної учасниця жіночого чемпіонату світу 1991 року. З 1989 по 1994 рік зіграла 21 матч та відзначилася 7-а голами в національній збірній.

## Статистика виступів
| Збірна Японії | Збірна Японії | Збірна Японії |
| Рік           | Матчі         | Голи          |
| ------------- | ------------- | ------------- |
| 1989          | 4             | 6             |
| 1990          | 2             | 1             |
| 1991          | 11            | 0             |
| 1992          | 0             | 0             |
| 1993          | 0             | 0             |
| 1994          | 4             | 0             |
| Загалом       | 21            | 7             |